# Pestabola Merdeka 2023
La Pestabola Merdeka 2023 è la 42ª edizione della Pestabola Merdeka, il torneo internazionale di calcio maschile organizzato dalla Federazione calcistica della Malaysia. Si terrà a Chiang Mai, in Malaysia, dal 13 al 17 ottobre 2023.
In qualità di paese ospitante, la Malesia si è qualificata d'ufficio; insieme a lei prenderanno parte l'India, il Tagikistan e la Palestina. Inizialmente avrebbe dovuto partecipare alla competizione il Libano ma essendo stata pescata nello stesso gruppo di qualificazione al mondliale 2026 della Palestina si è deciso di sostituirla col Tagikistan. A seguito degli avvenimenti del conflitto Gaza-Israele del 2023 la Palestina è stata costretta a ritirarsi dalla competizione.

## Squadre partecipanti
Al torneo hanno partecipato quattro nazionali, così classificate nel ranking FIFA il 21 settembre 2023:
- Palestina (97º posto)
- India (102º posto)
- Tagikistan (110º posto)
- Malaysia (134º posto)

## Fase a eliminazione diretta

### Tabellone
|  | Semifinali | Semifinali | Semifinali |            |          | Finale          | Finale          | Finale          |  |
|  |            |            |            |            |          |                 |                 |                 |  |
|  | Malaysia   | Malaysia   | 4          |            |          |                 |                 |                 |  |
|  | Malaysia   | Malaysia   | 4          |            |          |                 |                 |                 |  |
|  | India      | India      | 2          |            |          |                 |                 |                 |  |
|  | India      | India      | 2          |            | Malaysia | Malaysia        | 0               |                 |  |
|  |            |            |            |            | Malaysia | Malaysia        | 0               |                 |  |
|  |            |            | Tagikistan | Tagikistan | 2        |                 |                 |                 |  |
|  | Palestina  | Palestina  | Tagikistan | Tagikistan | 2        | w/o             |                 |                 |  |
|  | Palestina  | Palestina  |            |            |          | w/o             |                 |                 |  |
|  | Tagikistan | Tagikistan |            |            |          | Finale 3º posto | Finale 3º posto | Finale 3º posto |  |
|  | Tagikistan | Tagikistan |            |            |          |                 |                 |                 |  |
|  |            |            |            |            |          |                 |                 |                 |  |
|  |            |            |            |            |          | India           |                 |                 |  |
|  |            |            |            |            |          |                 |                 |                 |  |
|  |            |            |            |            |          | Palestina       | Palestina       | w/o             |  |

### Semifinali
| Kuala Lumpur 13 ottobre 2023, ore 15:30 UTC+7 | Malaysia  | 4 – 2 referto                             | India | Stadio nazionale di Bukit Jalil (43 645 spett.) |
| \| \| \| \| \| Dion Cools 7’ Arif Aiman Hanapi 20’ (Rig.) Faisal Halim 42’ La'Vere Corbin-Ong 61’ \| Marcatori \| 13’ Naorem Mahesh Singh 51’ Sunil Chhetri \| |           |                                           |       |                                                 |
| |           |                                           |       |                                                 |
| Dion Cools 7’ Arif Aiman Hanapi 20’ (Rig.) Faisal Halim 42’ La'Vere Corbin-Ong 61’                                                                             | Marcatori | 13’ Naorem Mahesh Singh 51’ Sunil Chhetri |       |                                                 |

| Kuala Lumpur 13 ottobre 2023, ore 15:30 UTC+7 | Palestina | w/o – | Tagikistan | Stadio nazionale di Bukit Jalil |

### Finale 3º posto
| Kuala Lumpur 17 ottobre 2023, ore 15:30 UTC+7 | India | w/o – | Palestina | Stadio nazionale di Bukit Jalil |

### Finale
| Kuala Lumpur 17 ottobre 2023, ore 15:30 UTC+7 | Malaysia | 0 – 2 | Tagikistan | Stadio nazionale di Bukit Jalil |